# Yvonne Leuko
Yvonne Leuko (20 de novembro de 1991) é uma futebolista camaronesa que atua como defensora.

## Carreira
Yvonne Leuko integrou o elenco da Seleção Camaronesa de Futebol Feminino, nas Olimpíadas de 2012. 